# Larrés
Larrés ist ein spanischer Ort in der Provinz Huesca der Autonomen Gemeinschaft Aragonien. Larrés, im Pyrenäenvorland liegend, gehört zur Gemeinde Sabiñánigo. Der Ort hatte 83 Einwohner im Jahr 2015.

## Geographie
Der Ort liegt etwa sechs Kilometer (Luftlinie) nördlich von Sabiñánigo. 

## Geschichte
Larrés wird im Jahr 1035 erstmals genannt. 

## Sehenswürdigkeiten
- Castillo de Larrés: Burg aus dem 14. bis 16. Jahrhundert, sie ist ein geschütztes Baudenkmal (Bien de Interés Cultural).[1] Heute befindet sich darin das Museum Dibujo Julio Gavin.
- Pfarrkirche Natividad de la Virgen
- Ermita San Cosme-San Damián